# Alexei Alexejewitsch Schkotow
Alexei Alexejewitsch Schkotow (russisch Алексей Алексеевич Шкотов; * 22. Juni 1984 in Elektrostal, Russische SFSR) ist ein ehemaliger russischer Eishockeyspieler, der zuletzt bis 2014 bei Kristall Elektrostal in der Perwaja Liga unter Vertrag stand.

## Karriere
Alexei Schkotow begann seine Karriere als Eishockeyspieler in seiner Heimatstadt bei Elemasch Elektrostal. Für dessen Profimannschaft gab er in der Saison 2001/02 sein Debüt in der Wysschaja Liga, der zweiten russischen Spielklasse, und spielte parallel für dessen zweite Mannschaft in der drittklassigen Perwaja Liga. Anschließend wurde er im NHL Entry Draft 2002 in der zweiten Runde als insgesamt 48. Spieler von den St. Louis Blues ausgewählt. Zunächst blieb der Angreifer jedoch in seiner russischen Heimat und stand in der Saison 2002/03 für den HK ZSKA Moskau in der Superliga auf dem Eis.
Die Saison 2003/04 verbrachte Schkotow bei den Moncton Wildcats, die ihn beim CHL Import Draft 2002 als Gesamtfünften gezogen hatten, und Remparts de Québec in der kanadischen Juniorenliga QMJHL. Zur folgenden Spielzeit wechselte er zum Farmteam der Blues, den Worcester IceCats aus der American Hockey League, verließ dieses jedoch bereits nach nur 23 Einsätzen wieder und schloss sich Chimik Woskressensk aus der Superliga an, für das er in den folgenden zwei Jahren ebenso spielte, wie ab der Saison 2005/06 für deren Nachfolgeteam Chimik Moskowskaja Oblast. Im Laufe der Saison 2006/07 wurde der Russe von dessen Ligarivalen Salawat Julajew Ufa verpflichtet, für den er in den folgenden zweieinhalb Jahren spielte – zunächst in der Superliga und in der Saison 2008/09 in der neu gegründeten Kontinentalen Hockey-Liga. In der Saison 2007/08 wurde der Nationalspieler mit Salawat Julajew Ufa Russischer Meister.
Die Saison 2009/10 begann Schkotow beim HK Sibir Nowosibirsk, für den er jedoch nur neun Spiele bestritt, ehe er im Januar 2010 einen Vertrag beim Hauptstadtklub HK Spartak Moskau erhielt, für den er in den folgenden eineinhalb Jahren spielte. Nach einem Jahr der Vereinslosigkeit, spielte er von 2012 bis 2014 für Kristall Elektrostal in der drittklassigen Perwaja Liga.

### International
Für Russland nahm Schkotow im Juniorenbereich an der U18-Junioren-Weltmeisterschaft 2002 sowie der U20-Junioren-Weltmeisterschaft 2004 teil und wurde bei der U18-WM 2002 Vizeweltmeister mit seiner Mannschaft. Im Seniorenbereich stand er 2007 im Aufgebot seines Landes bei der Euro Hockey Tour 2006/07.

## Erfolge und Auszeichnungen
- 2002 Silbermedaille bei der U18-Junioren-Weltmeisterschaft
- 2008 Russischer Meister mit Salawat Julajew Ufa

## Statistik
(Stand: Ende der Saison 2010/11)